# Metanothippus bicolor
Genre
Espèce
Metanothippus bicolor, unique représentant du genre Metanothippus, est une espèce d'opilions laniatores de la famille des Assamiidae.

## Distribution
Cette espèce est endémique de Nouvelle-Guinée occidentale en Indonésie. Elle se rencontre vers Sakoemi.

## Description
Le mâle holotype mesure 4 mm.

## Publication originale
- Giltay, 1930 : « Notes préliminaires sur les Opilions recueillis aux Indes Néerlandaises par S.A.R. le Prince Léopold de Belgique. » Bulletin et Annales de la Société Entomologique de Belgique, vol. 69, no , p. 419–429.